# 용 아약스
용 아약스(네덜란드어: Jong Ajax)는 네덜란드의 축구단이다. 암스테르담에 연고지를 두고 있으며 네덜란드 축구 리그인 에이르스터 디비시에 소속되어 있다.
구단은 대부분 최고 유소년 레벨(Ajax A1)의 팀을 졸업한 축구 선수들로 구성되어 운영되고 있다.

## 선수 명단

### 현역
참고: FIFA 자격 규정에 따라 소속된 국가대표팀 국기를 표시합니다. 선수는 복수의 FIFA 비회원국 국적을 가지고 있을 수 있습니다.
| 번호 | 포지션 | 국적 | 이름          |
| ---- | ------ | ---- | ------------- |
| 31   | DF     |      | 조르티 모키오 |

| 번호 | 포지션 | 국적       | 이름          |
| ---- | ------ | ---------- | ------------- |
| 55   | DF     | 모로코     | 리다 차히드   |
| 56   | FW     | 시에라리온 | 데이빗 칼로코 |

## 역대 감독
| 감독              | 임기        |
| ----------------- | ----------- |
| 욘 판 어트 스히프 | 2002 ~ 2004 |
| 마이컬 레이저허르 | 2017 ~ 2019 |
| 데이브 포스       | 2023 ~      |